# Henric I, Margraf al Austriei
Henric I, supranumit cel Puternic, (n. 965 d.Hr. – d. 23 iunie 1018, Würzburg, Germania) aparținând Casei de Babenberg, a fost margraf al Austriei din 994 până la sfârșitul vieții. În vremea sa o anumită zonă a mărcii stăpânite de el a fost pentru prima dată numită Ostarrichi. Donațiile împăratului Henric al II-lea au extins teritoriul mărcii Austria spre nord și est. Cronicarul Ladislaus Sunthaym⁠(d) l-a supranumit pe Henric cel Rebel.

## Biografie
Henric I a fost fiul margrafului Leopold I de Babenberg și al soției sale, Richarda de Sualafeldgau, fiică a contelui Ernest al IV-lea de Sualafeldgau din familia Ernestinilor.
În 994 Henric, cel mai mare dintre fii lui Leopold I, a succedat fără dificultate tatălui său ca margraf al Austriei, frații săi mai mici urmând să primească alte teritorii. Ernest a fost duce al Suabiei (1012–1015) prin căsătoria cu Gisela, fiica ducelui Herman de Suabia, Poppo a fost arhiepiscop de Trier (1016–1047), Adalbert cel Victorios l-a succedat pe Henric I ca margraf al Austriei în 1018, iar Luitpold I, a fost arhiepiscop de Mainz (1051–1059).

### Politica ottoniană privind biserica
În 994 margraful Henric I a preluat Marca Austria. La scurt timp după aceea a murit împăratul Otto al II-lea fiind succedat de Otto al III-lea care fusese ales rege romano-german în 983. El a preluat guvernarea în 995 și a fost încoronat împărat la Roma în 996. Otto al III-lea l-a numit papă pe vărul său Bruno de Carintia din dinastia Saliană sub numele Grigore al V-lea. Legătura strânsă dintre biserică și stat făcea parte din politica dinastiei Ottoniene privind biserica, care îi favoriza pe episcopi (numiți în funcții de cârmuitor) în raport cu ducii din familiile dinastice. În acest sens regele Otto al III-lea, în vârstă de cinci ani aflat sub regența mamei sale Teofanu, i-a acordat în 985 ambițiosului episcop Pilgrim de Passau (d. 991) privilegii extinse în marca devastată de unguri. Probabil că originea episcopului Pilgrim era importantă deoarece provenea din puternica familie Sieghardinger, privilegiată în marca Austria. El era nepotul lui Sieghard al IV-lea, contele care stâpânise teritoriul dintre râurile Melk, Mank și Pielach (d. 980) și care fusese expulzat din cetatea Melk de tatăl lui Henric, margraful Leopold I, la scurt timp după ce acesta preluase marca. Melk a devenit de atunci reședința margrafilor Austriei deci și a margrafului Henric I.
Deși nu există nicio dovadă că margraful Henric I a primit donații sau privilegii de la împăratul Otto al III-lea, o serie de documente arată că  Otto al III-lea a întărit episcopiile și instituțiile ecleziastice din marcă prin donații făcute din proprietățile regale.
Margraful Henric I a fost menționat pentru prima dată într-un document din 995 legat de o tranzacție și anume un schimb de proprietăți între regele Otto al III-lea și Gottschalk de Hagenau, episcopul de Freising (994–1005). Amplasarea respectivelor proprietăți ale regelui este descrisă ca aflându-se în „marcha et in comitatu Henrici comitis” deci în marca și în comitatul contelui Henric.

### Prima mențiune a Austriei
Nu numai că margraful Henric datorează prima sa mențiune documentară unui act de donație făcut de Otto al III-lea, ci și numele „Austria” care a fost dat modestului margrafiat. Câteva secole mai târziu teritoriile Casei de Habsburg erau cunoscute sub numele „Austria”.
Austria a fost menționată prima dată ca „Ostarrichi” cu ocazia donației făcute de împăratul Otto al III-lea la cererea vărului său Henric al II-lea, ducele Bavariei și al Carintiei, datat 1 noiembrie 996 la Bruchsal (astăzi în districtul Karlsruhe) în favoarea lui Gottschalk de Hagenau, episcop de Freising (994–1005). În acest așa-numit „certificat Ostarrichi”, locația proprietății donate era lângă Neuhofen an der Ybbs⁠(d) în Austria Inferioară de azi, descrisă ca aflându-se „in regione vulgari vocabulo Ostarrîchi in marcha et in comitatu Heinrici comitis filii Liutpaldi marchionis” (tradus aproximativ: în regiunea, care este cunoscută popular ca Ostarrichi, în Marca și în comitatul contelui Henric, fiul margrafului Leopold). Aceasta înseamnă că numele Ostarrichi se referea atunci la o regiune care se întindea dincolo de margrafiat, în timp ce margrafiatul însuși a devenit cunoscut sub această denumire abia de la mijlocul se.colului al XI-lea, de când s-a numit comitatus respectiv marca Ostarrichi.
În 998 numele margrafului Henric și al Austriei au fost din nou menționate cu ocazia unei alte donații a împăratului Otto al III-lea în favoarea lui Henric al II-lea (supranumit cel Certăreț). În acest document domeniul donat era Nöchling adică zona dintre râurile Ysper și Sarmingbach (granița de mai târziu dintre Austria Superioară și Austria Inferioară) descrisă ca fiind situată „in pago Osterriche vocitato ac comitatu Heinrici marchionis” (tradus aproximativ: în provincia numită Ostarrichi și în comitatul margrafului Henric). Această proprietate a ajuns mai târziu la conții de Regensburg prin intermediul conților de Ebersberg care au dispărut în 1045.

### Acordarea proprietăților regale sub regele Henric al II-lea
După moartea împăratului Otto al III-lea în 1002 acesta a fost urmat de vărul său, Henric de Saxonia (d. 1024), fiul lui Henric cel Certăreț,   încoronat împărat al Sfântului Imperiu Roman în 1014 ca Henric al II-lea.
În 1002 regele Henric al II-lea a făcut prima și singura mare donație din proprietatea regală margrafului Henric I. Această donație a însemnat extinderea margrafiatului spre est, deoarece proprietatea primită de Henric era situată în afara a ceea ce se numea atunci Altland („țara veche”), adică nu în zona frontierei nordice din regiunea Pădurii Vieneze, ci la granița de est a mărcii Austria. Regele Henric al II- lea i-a dat margrafului Henric un domeniu între râurile Liesing și Triesting într-o zonă care devenise parte a imperiului abia în 991. Nu este vorba despre zona din jurul localității Mödling, ci despre Gaaden⁠(d), Heiligenkreuz, Alland și Klein-Mariazell⁠(d) din Pădurea vieneză. De asemenea, Henric I a primit un teritoriu ales după dorința sa la nord de Dunăre, între râurile Kamp și March (considerat deja la acea vreme râu de graniță). Se presupune că acest teritoriu se afla în zona de graniță a mărcii, în Weikersdorf am Steinfelde⁠(d) și Stockerau, unde în 1011 a primit și Mănăstirea Niederaltaich în Wagram⁠(d).
Această importantă donație făcută margrafului Henric I trebuie relativată cu faptul că regele Henric al II- lea urma politica ottoniană de a favoriza fundațiile bisericești prin donații din proprietatea regală. În 1007 dieceza de Passau a primit posesiuni la confluența dintre râurile Enns și Erla, arhiepiscopia Salzburg - posesiuni între râul Traisen și Perschling și în Steinfeld, diecezele de Freising și Regensburg -  posesiuni în sudul câmpiei Marchfeld (valea râului March), iar abația Tegernsee a primit în 1002 posesiuni în Unter-Loiben din Wachau și în 1011 o parte din așa-numita Ennswald între râurile Enns și Ybbs lângă Kroisbach și tot în 1011 Mănăstirea Niederaltaich a primit un domeniu la nord de Dunăre în Wagram lângă Absdorf.
Alte teritorii s-au adăugat mărcii prin donația făcută în 1014 de Henric al II-lea episcopului Berengar de Passau (1013–1045) pentru întemeierea a cinci biserici ceea ce a dus la o creștere semnificativă a eparhiei Passau. Au fost construite biserici în localitățile Herzogenburg⁠(d), Krems an der Donau, Altenwörth (astăzi Kirchberg am Wagram⁠(d)), Tulln și Jedlesee (astăzi Stockerau - parte a orașului Viena).
Aceste donații regale au adus un beneficiu limitat mărcii deoarece ele au fost în mare parte retrase definitiv de sub controlul lui Henric I (de exemplu proprietatea de lângă Kroisbach a fost transferată Mănăstirii Tegernsee în 1002 rămânând în proprietatea acesteia).

### Apărarea frontierei nordice
Între 1004 și 1018 au avut loc conflicte între regele Henric al II-lea și Boleslav I din Casa Piaștilor, duce al Poloniei (992–1025) și primul rege al Poloniei încoronat în 1025.
Margraful Henric a fost direct afectat de aceste conflicte. Pe de o parte deoarece era vasalul regelui Henric al II-lea și pe de altă parte pentru că marca sa se învecina cu teritoriul stăpânit de Boleslav I. Această situație neobișnuită poate fi explicată prin faptul că teritoriul mărcii consta inițial doar dintr-o fâșie îngustă de pământ aflată pe ambele maluri ale Dunării, între Enns și Tulln, granița nordică aflându-se de-a lungul crestei Wagram, la câțiva kilometri nord de Dunăre și acolo – între Krems an der Donau și Stockerau se învecina cu provincia Moravia, care se întindea mult spre sud. Deși Moravia se afla sub suveranitatea Boemiei din jurul anului 955, ea a fost controlată din 999 până în 1019 de războinicul duce polonez Boleslav I, care a fost și duce de Boemia din 1003.
Cronicarul Thietmar din Merseburg (d. 1018), rudă a lui Henric I, evidențiază acțiunile acestuia în fruntea armatei bavareze în timpul campaniilor regelui Henric al II-lea împotriva Poloniei din anii 1015 și 1017. El îl numește „războinic curajos” și vorbește despre el ca fiind „proprietarul mărcii dintre Ungaria și Bavaria”. Din punct de vedere militar campania margrafului Henric a avut un succes parțial. Deși a reușit să respingă cu succes ambele atacuri asupra mărcii sale, Henric a fost împiedicat să intervină în Silezia - principalul teatru de război.
Vecinătatea margrafiatului Austria cu teritoriul aflat în sfera de influență poloneză s-a încheiat abia după moartea lui Henric. Luptele interne au dus la prăbușirea imperiului polonez, ceea ce a făcut posibil ca Oldřich din dinastia Přemyslid, duce al Boemiei (1012–1034), să cucerească Moravia în 1019 care a revenit astfel în grupul țărilor Coroanei boeme, astfel încât Ducatul Boemiei a redevenit vecinul direct al mărcii Austria.

### Martiriul Sfântului Coloman

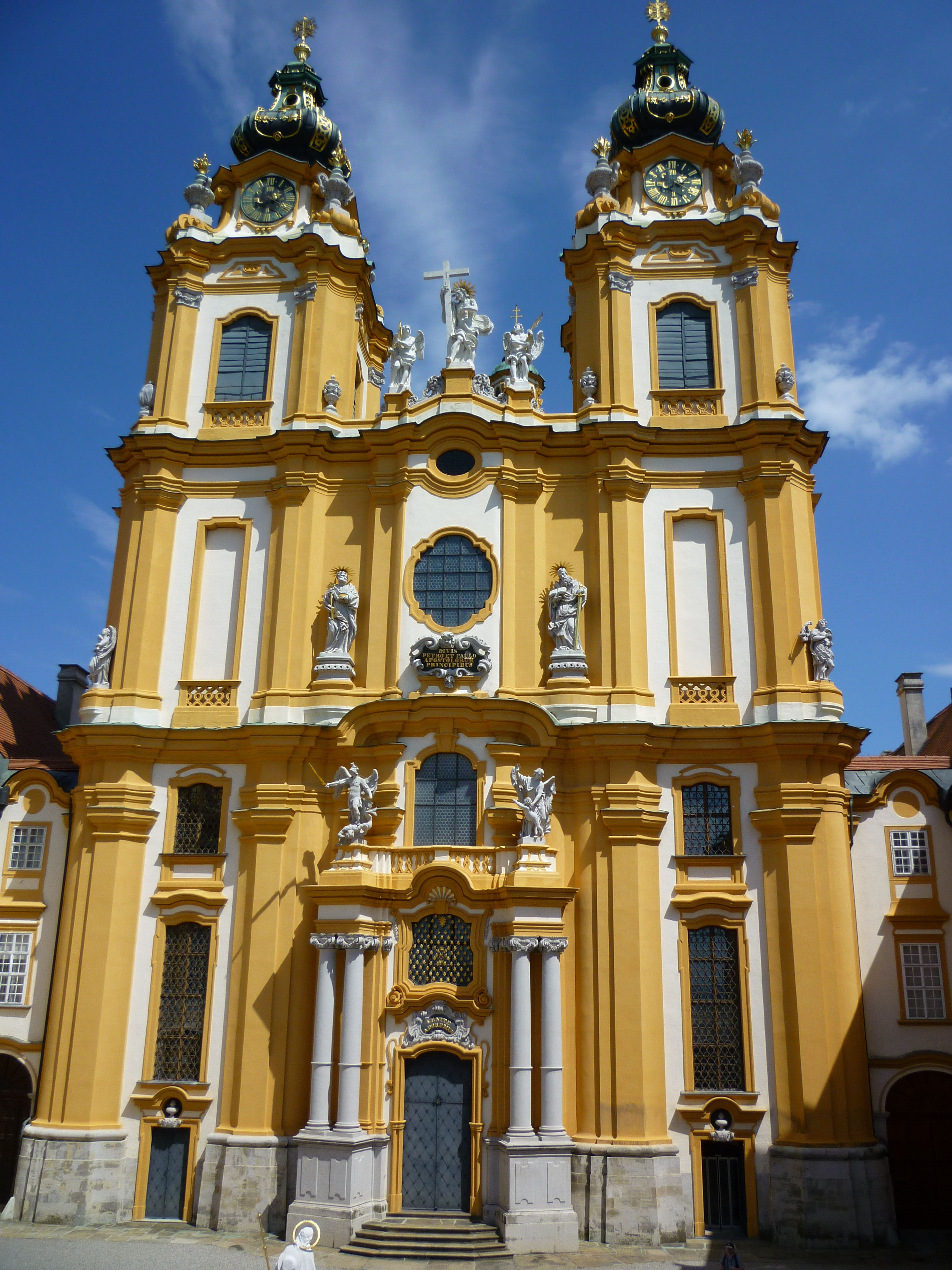
Mănăstirea Melk (fațada în stil baroc)

Thietmar din Merseburg relatează în 1017 despre pelerinul irlandez Coloman care, în acele vremuri tulburi a fost suspectat a fi spion ungur în zona de graniță dintre Bavaria și Moravia. El a fost capturat, torturat și spânzurat de un copac uscat. Unele miracole petrecute (de exemplu copacul uscat de care fusese spânzurat înverzise din nou) au determinat apariția ideii că el a fost un martir și de aceea trupul a fost îngropat la Melk an der Donau la dorința margrafului Henric I.
Cele mai vechi anale de la Melk scrise în 1122–1123 care probabil au folosit surse mai vechi, indică Stockerau ca loc al martiriului lui Coloman de la data de 16 iulie 1012, iar 13 octombrie 1014 ca dată a înmormântării sale la Melk (probabil data la care a avut loc sfințirea de către episcopul Megingaud din Eichstätt (991–1015), el însuși rudă a împăratului Henric al II-lea.
Conform scrierii Passio S. Cholomanni apărută în a doua jumătae a secolului al XII-lea, al cărui cel mai vechi manuscris provine de la Mănăstirea benedictină Admont, trupul lui Coloman a fost îngropat în „civitas Medelicha” („orașul Melk”) în biserica apostolului Petru - o biserică în episcopia Eichstätt, ceea ce explică sfințirea făcută de episcopul Megingaud din Eichstätt. Astăzi aceasta este biserica Mănăstirii din Melk.
Scrierea Passio S. Cholomanni arată că margraful Henric își avea reședința la Melk, deoarece textul se referă la Melk ca „civitas sua” („orașul său”), care totuși nu putea fi proprietatea lui deoarece Melk era împărțit astfel: o parte aparținea imperiului, o parte arhiepiscopiei Salzburg și o parte episcopiei Eichstätt. Aceasta înseamnă că Henric putea avea acolo doar calitatea de reprezentant al împăratului sau al regelui.
Coloman a fost venerat de populație ca sfânt în mod spontan. El este patronul Abației Melk și a fost patronul oficial al Austriei din 1244 până în 1663 când a fost înlocuit cu margraful Leopold al III-lea al Austriei (d. 1136) care fusese canonizat în 1465.

### Moartea
Thietmar din Merseburg relatează în cronica sa că margraful Henric I a murit în 1018 „deodată și pe neașteptate”, dar nu menționează cauza morții lui. Potrivit unui manuscris din prima jumătate a secolului al XIII-lea Henric a fost înmormântat în Abația Melk unde există epitaful său, însă un studiu antropologic al osemintelor examinate nu a putut găsi dovezi pentru susținerea acestei afirmații.

## Familia
Necrologul lui Henric nu conține nicio referire la soția și copiii săi. Într-una dintre cele mai vechi inscripții funerare din Melk din secolul al XIII-lea apare un anume „Suanhilt” care ar putea fi descendentul lui Henric. Această sursă este însă clasificată ca fiind foarte îndoielnică întrucât nu există alte dovezi. Mai sigur este că Henric nu a avut copii supraviețuitori. După moartea margrafului Henric I, fratele său Adalbert cel Victorios i-a succedat ca margraf al Austriei.